# Gloydius chambensis
Gloydius chambensis — вид отруйних змій родини гадюкових (Viperidae). Описаний у 2022 році. Його було ідентифіковано як окремий вид від Gloydius himalayanus через генетичні відмінності та відмінності в кількості луски.

## Поширення
Ендемік Індії. Мешкає у південно-західних передгір'ях Гімалаїв. Типовий зразок зібраний в окрузі Чамба у штаті Гімачал-Прадеш.

## Етимологія
Видова назва chambensis вказує на типове місцезнаходження виду.